# Alessandro Maffei

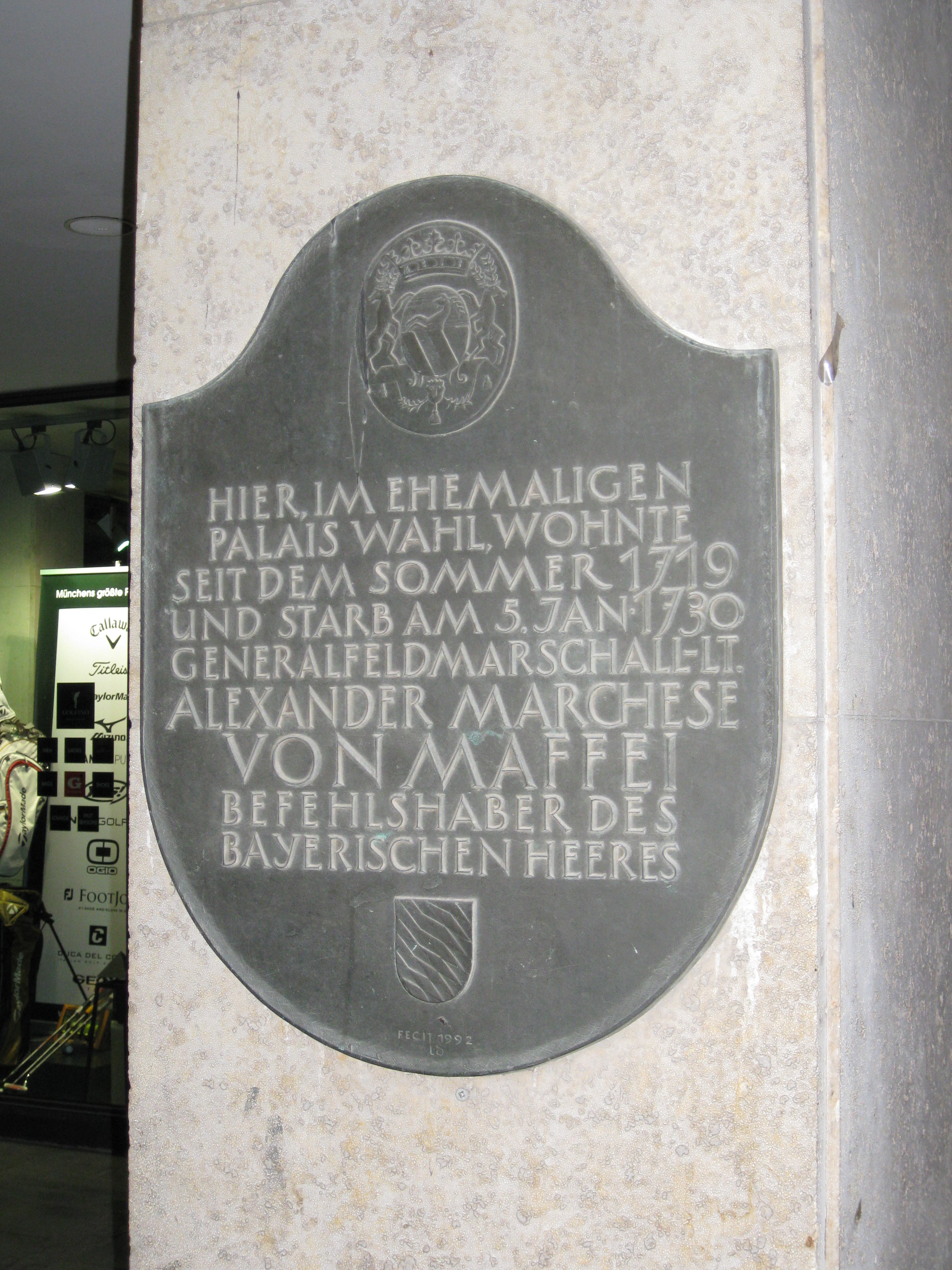
Gedenktafel für Alessandro Maffei in München

Alessandro Ferdinando Francesco Marchese di Maffei (* 3. Oktober 1662 in Verona; † 5. Januar 1730 in München) war General der bayerischen Armee.

## Leben
Alessandro Maffei war Sohn von Marchese Giovanfrancesco Maffei und Silvia Gräfin Pellgrini und Bruder des Gelehrten Scipione Maffei. Seine Mutter erwirkte seine Aufnahme am bayerischen Hof, an dem Kurfürst Ferdinand Maria mit seiner Frau Henriette Adelaide von Savoyen regierte. Neunjährig reiste er nach München und besuchte fortan die Pagerie. Da er in enger Gesellschaft mit dem angehenden Kurfürsten Max Emanuel aufwuchs, entwickelte sich ein starkes lebenslanges Vertrauensverhältnis. 
Alessandro Maffei machte Karriere in der Armee, wirkte 1683 an der Beendigung der Zweiten Wiener Türkenbelagerung mit und 1688 an der Erstürmung Belgrads. 1686 wurde er Oberstwachtmeister und kurfürstlicher Kammerherr. 1689, inzwischen zum Oberstleutnant ernannt, geriet er im Pfälzischen Erbfolgekrieg für eineinhalb Jahre in französische Gefangenschaft. 
1695 wurde Maffei zum Oberst befördert. Im darauf folgenden Jahr übertrug man ihm ein Regiment, das 4.000 bis 5.000 Mann stark war („Regiment Maffei“). 
Nach Ausbruch des Spanischen Erbfolgekriegs wurde er 1703 Generalwachtmeister. Am 8. April 1703 nahm er auf der Steinernen Brücke die Schlüssel der Reichsstadt Regensburg entgegen. 1704 war er Commendant der Churfürstl. Haupt- und Residenzstadt München. Im gleichen Jahr nahm er außerdem an der Schlacht am Schellenberg teil. Nach der Niederlage musste er die Demobilisierung der bayerischen Armee überwachen, bis er seinem Befehlshaber und Vertrauten Max Emanuel ins Exil folgte. 1710 wurde er Generalfeldmarschallleutnant. 1717 trug er maßgeblich zur erneuten Einnahme Belgrads bei, wofür er von Kaiser Karl VI. zum kaiserlichen Feldmarschallleutnant ernannt wurde. 
Im gleichen Jahr heiratete er Maria Ursula Marquardi. Im Jahre 1719 ging er in den Ruhestand, schrieb ein militärisches Werk und beschäftigte sich noch mit der Umbildung seines ehemaligen Regiments.